# Horst Mittelstaedt (Biologe)
Horst Mittelstaedt (* 28. April 1923 in Neumünster; † 18. Februar 2016 in München) war ein deutscher Biologe und Kybernetiker. Zusammen mit Erich von Holst beschrieb er im Jahre 1950 erstmals das Reafferenzprinzip.

## Leben
Horst Mittelstaedt wirkte bis zu dessen Auflösung 1999 am Max-Planck-Institut für Verhaltensphysiologie in Seewiesen. Von 1960 bis 1991 leitete er dort eine eigene Abteilung. Gleichzeitig und bis zu seiner Emeritierung am 30. September 2004 war Mittelstaedt Honorarprofessor des Lehrstuhls für Nachrichtentechnik der TU München.
Der wissenschaftliche Schwerpunkt Mittelstaedts lag auf den Prinzipien und Mechanismen der Nachrichtenverarbeitung im Organismus und der kybernetischen Verhaltensanalyse. Er befasste sich dabei insbesondere mit Navigationsleistungen von Tieren und der Regulation des Gleichgewichts bei Tieren und Menschen (subjektive Vertikale).

## Schriften (Auswahl)
- Physiologie des Gleichgewichtssinnes bei fliegenden Libellen, in: Zeitschrift für vergleichende Physiologie. Band 32, Stürtz, Würzburg 1950, S. 422–463, DNB 480216215, OCLC 720205713 (Dissertation Universität Heidelberg, Naturwissenschaftlich-mathematische Fakultät, 27. Juli 1949, 84 Seiten, DNB 978788338).
- mit E. v. Holst: Das Reafferenzprinzip. In: Naturwissenschaften. Band 37, Nr. 20, 1950, S. 464–476, doi:10.1007/BF00622503
- Einführung in die Kybernetik des Verhaltens am Beispiel der Orientierung im Raum. In: W. Hoppe, W. Lohmann, H. Markl, H. Ziegler (Hrsg.): Biophysik. 2. Auflage. Springer, Berlin, Heidelberg, New York 1982, ISBN 3-540-11335-5.
- The Information Processing Structure of the Subjective Vertical. A Cybernetic Bridge between its Psychophysics and its Neurobiology. In: H. Marko, G. Hauske, A. Struppler (Hrsg.): Processing Structures for Perception and Action: Final Report of the Sonderforschungsbereich „Kybernetik“ 1969–1983. VCH, Weinheim, New York, Cambridge, Basel 1988, ISBN 3-527-27705-6, S. 217–263.